# Il faro incantato
Il faro incantato (Round the Twist) è una serie televisiva australiana per ragazzi trasmessa in 52 episodi nel corso di quattro stagioni dal 1990 al 2001. È stata girata nella regione australiana di Victoria e tratta per lo più di avventure fantastiche dei bambini e dei ragazzi protagonisti. In Italia la prima stagione è stata trasmessa in anteprima negli anni 90 da Telemontecarlo, poi replicata in numerose occasioni anche all'interno del contenitore per ragazzi Zap Zap. La seconda e la terza stagione sono state trasmesse sulla rete Disney Channel con il titolo di La famiglia Twist.

## Trama

### Prima stagione
La famiglia Twist che si è trasferita dalla città in una zona nei pressi di un faro abbandonato. Presto scoprono che il faro è infestato dai fantasmi. Nel finale della prima stagione si scopre che la musica misteriosa proveniente dal faro è suonata da una famiglia della zona deceduta anni prima. La famiglia Twist ha anche frequenti conflitti con un uomo d'affari locale senza scrupoli, Harold Gribble, e la sua famiglia. Gribble cerca di utilizzare il faro come attrazione turistica per Port Niranda. Questa è una caratteristica costante della prima serie, e una caratteristica ricorrente della terza serie e della quarta. In una sottotrama, Tony si innamora di Faye, e durante tutta la prima stagione cerca di sviluppare un rapporto con lei, che si conclude con una proposta di matrimonio nel finale. La risposta alla proposta viene lasciata in sospeso.

### Seconda stagione
Il faro è ancora infestato, questa volta da fantasmi visibili agli spettatori ma non ai personaggi fino all'ultimo episodio. I due fantasmi sono Matthew e Jeremiah, puniti perché, come guardiani del faro 100 anni prima, non sono riusciti a fermare una nave che trasportava Jane, amore di Matthew, dal naufragare sugli scogli. Nell'episodio finale, "Seeing the Light", la nave fantasma attracca ancora, e questa volta, tutti i personaggi della serie contribuiscono a riattivare la luce del faro e a salvare la nave, riscattando i fantasmi.

### Terza stagione
Nel secondo episodio a Linda viene dato un libro di poesie, The Viking Book of Love, da un giovane vichingo che trova il faro. Nella maggior parte degli episodi, un personaggio si innamora di qualcuno che legge le poesie dal libro dirette a loro personalmente.

### Quarta stagione
In un episodio, un cavaliere in armatura entra nel faro attraverso una porta magica. All'inizio della serie il volto del cavaliere è nascosto dietro una visiera, solo nella seconda metà della serie la visiera è rialzata. Nell'ultimo episodio, L'isola dei sogni, lo sconosciuto si rivela essere una ragazza, Ariel, che è venuta a offrire ai bambini una vita perfetta sull'isola dei sogni, se Pete diventerà suo marito. Nel finale, dopo il rifiuto, Ariel scompare per sempre, insieme con l'isola incantata.

## Personaggi
- Mr. Gribble (37 episodi, 1992-2001) interpretato da Mark Mitchell
- Mr. Snapper (35 episodi, 1990-2000) interpretato da Esben Storm
- Padre (25 episodi, 1990-1992) interpretato da Richard Moir
- Matron Gribble (25 episodi, 2000-2001) interpretata da Christine Keogh
- Pete Twist (24 episodi, 2000-2001) interpretato da Rian McLean
- Bronson Twist (24 episodi, 2000-2001) interpretato da Mathew Waters
- Linda Twist (24 episodi, 2000-2001) interpretata da Ebonnie Masini
- Tony Twist (24 episodi, 2000-2001) interpretato da Andrew S. Gilbert
- Nell (24 episodi, 2000-2001) interpretata da Marion Heathfield
- Gribbs (24 episodi, 2000-2001) interpretato da Brook Sykes
- Tiger Gleeson (24 episodi, 2000-2001) interpretato da Tom Budge
- Rabbit (24 episodi, 2000-2001) interpretato da Samuel Marsland
- Nell (23 episodi, 1990-1992) interpretata da Bunny Brooke
- Fay (21 episodi, 1990-1992) interpretato da Robyn Gibbes
- Fiona (18 episodi, 2000-2001) interpretata da Katie Barnes
- Anthony (16 episodi, 2000-2001) interpretato da Rueben Liversidge
- Gribble Junior (14 episodi, 1992-2000) interpretato da Richard E. Young
- Pete (13 episodi, 1992) interpretato da Ben Thomas
- Bronson Twist (13 episodi, 1992) interpretato da Jeffrey Walker
- Linda (13 episodi, 1992) interpretata da Joelene Crnogorac
- Fay (13 episodi, 2000) interpretata da Trudy Hellier
- Matron Gribble (13 episodi, 1992) interpretato da Jan Friedl
- Tiger (13 episodi, 1992) interpretato da Nick Mitchell
- Rabbit (13 episodi, 1992) interpretato da Drew Campbell
- Fiona (13 episodi, 1992) interpretata da Zeta Briggs
- Fantasma Matthew (13 episodi, 1992) interpretato da Andrew Daddo
- Fantasma Jeremiah (13 episodi, 1992) interpretato da Neill Gladwin
- Linda (12 episodi, 1990) interpretata da Tamsin West
- Pete (12 episodi, 1990) interpretato da Sam Vandenberg
- Bronson (12 episodi, 1990) interpretato da Rodney McLennan
- Fay James (11 episodi, 2000-2001) interpretata da Susanne Chapman
- Mr. Gribble (11 episodi, 1990) interpretato da Frankie J. Holden
- Ariel (11 episodi, 2000-2001) interpretata da Michala Banas
- Gribble Junior (10 episodi, 1990) interpretato da Lachlan Jeffrey
- Matron Gribble (9 episodi, 1990) interpretato da Judith McGrath
- Tiger Gleeson (9 episodi, 1990) interpretato da Cameron Nugent

## Episodi
| Stagione         | Episodi | Prima TV originale |
| ---------------- | ------- | ------------------ |
| Prima stagione   | 13      | 1989               |
| Seconda stagione | 13      | 1993               |
| Terza stagione   | 13      | 2000               |
| Quarta stagione  | 13      | 2001               |